# Whinburgh and Westfield
Whinburgh and Westfield is een civil parish in het bestuurlijke gebied Breckland, in het Engelse graafschap Norfolk met 342 inwoners.